# FC Genc Turk Gent
FC Genc Turk Gent was een Belgische voetbalclub uit Gent. De club sloot in 2013 aan bij de KBVB met stamnummer 9598. Daarvoor speelde de club al zaalvoetbal.
De club speelde twee seizoenen in Vierde Provinciale, in het eerste seizoen eindigde men op de zestiende plaats met een doelsaldo van -114. In het tweede seizoen werd een negende plaats behaald. 
In 2015 kwam de club negatief in het nieuws na meerdere incidenten waarna tegenstanders niet meer tegen de club wilden spelen. In 2016 nam de club ontslag uit de KBVB.